# PM-Kat

PM-Kat System

PM-KAT ist der Markenname für ein von der MAN AG mit entwickeltes Partikelabscheidesystem (Metall-Katalysator), das sich im Edelstahlschalldämpfer befindet. Es arbeitet wartungs- und verstopfungsfrei und kommt ohne zusätzlichen Betriebsstoff aus. 
Hierbei handelt es sich um einen Nebenstrom-Tiefbettfilter, fälschlicherweise auch Durchflussfilter oder Offenes System, Offener Filter genannt. Der Filter besteht aus Welllagen mit schaufelförmigen Sub-Strukturen und dazwischen angeordneten Lagen aus Sintermetallvlies, die als Speichermedium für die Partikel dienen. Durch die schaufelförmigen Strukturen wird ein Teil des Abgasstromes durch das Vlies in die Nachbarkanäle umgelenkt. Dabei werden die Rußpartikel in die Vlieslage abgeschieden und damit gefiltert. Ein Großteil der Abgasströmung wird durch diese Umlenkung an die Vlieslage in Längsrichtung vorbeigeführt und scheidet dadurch aufgrund von Diffusionen/Adhäsionen vor allem ultrafeine Partikel (Durchmesser < 400 Nanometer) zu etwa 80 % ab. Die Senkung der gesamten Partikelmasse beträgt 30 bis 40 %, teilweise auch mehr. Das im vorgeschalteten Oxidationskatalysator anfallende NO2 unterstützt mittels einer chemischen Reaktion den kontinuierlichen Rußabbrand.
Dieses Filter wird vom Lkw-/Motorenhersteller MAN zum Erreichen der Partikelwerte für die Abgasgrenzwerte bis Euro V bei verschiedenen Lkw-Motoren verwendet.
Für die nächste Stufe der Abgasgrenzwerte gemäß EEV-Norm wird ein Partikelfilter nicht mehr reichen, vielmehr ist dann ein zusätzliches System zur Reduzierung der NOx-Abgase vonnöten. Voraussichtlich werden kombinierte Partikelfilter-/SCR-Systeme zum Einsatz kommen. Diese wurden auf der IAA Nutzfahrzeuge 2008 von verschiedenen Fahrzeugherstellern präsentiert.

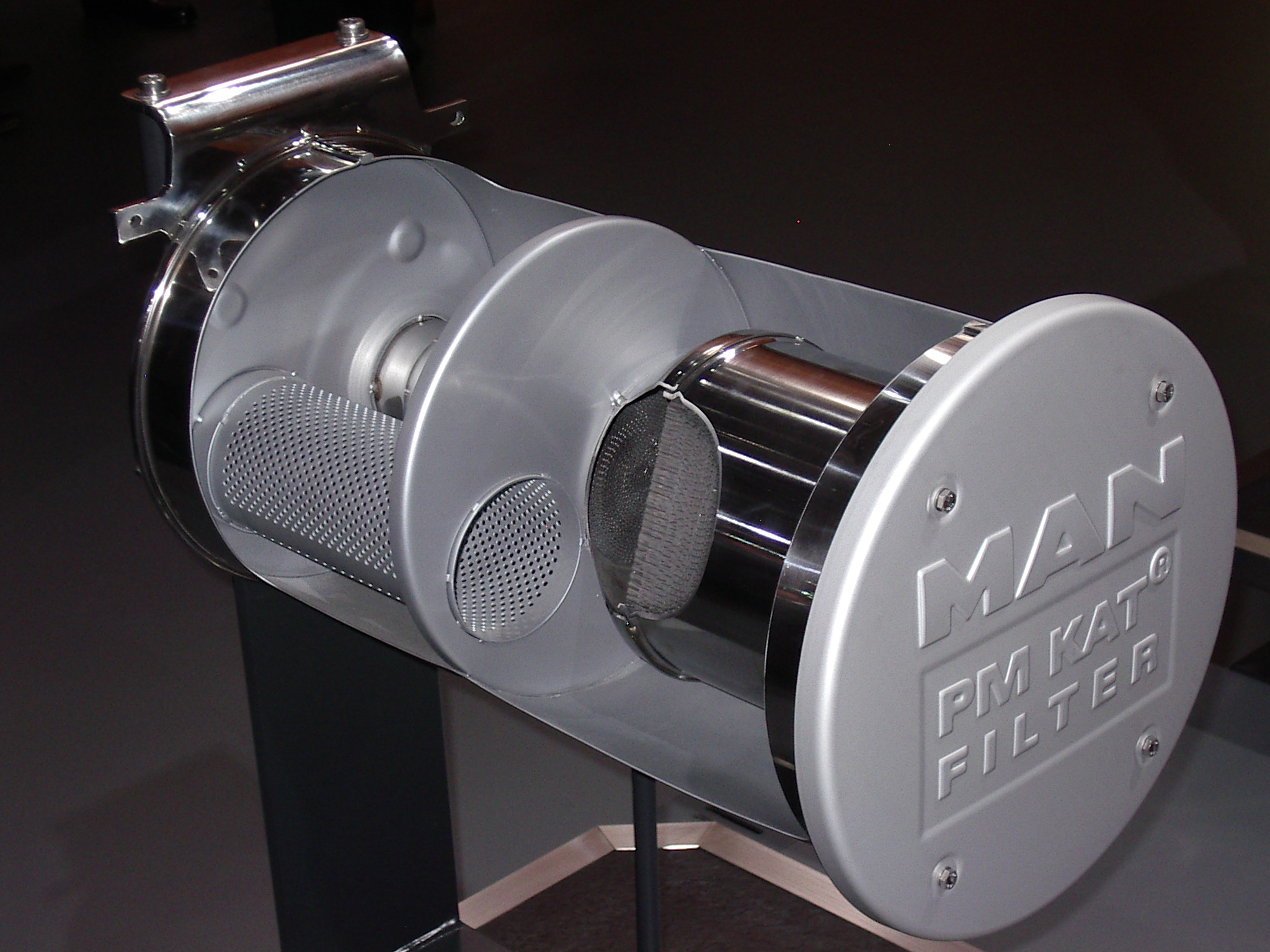
PM-Kat der Firma MAN mit Dieselpartikelfilter der Fa. Emitec vom Typ PM-Metalit

Gefertigt werden diese Filter bei Roth-Technik Austria (RTA) in Niederösterreich.